# Jean-Nicolas Jadot
Jean-Nicolas Jadot (Lunéville, 22 gennaio 1710 – Euville, 1º giugno 1761) è stato un architetto francese, originario della Lorena.

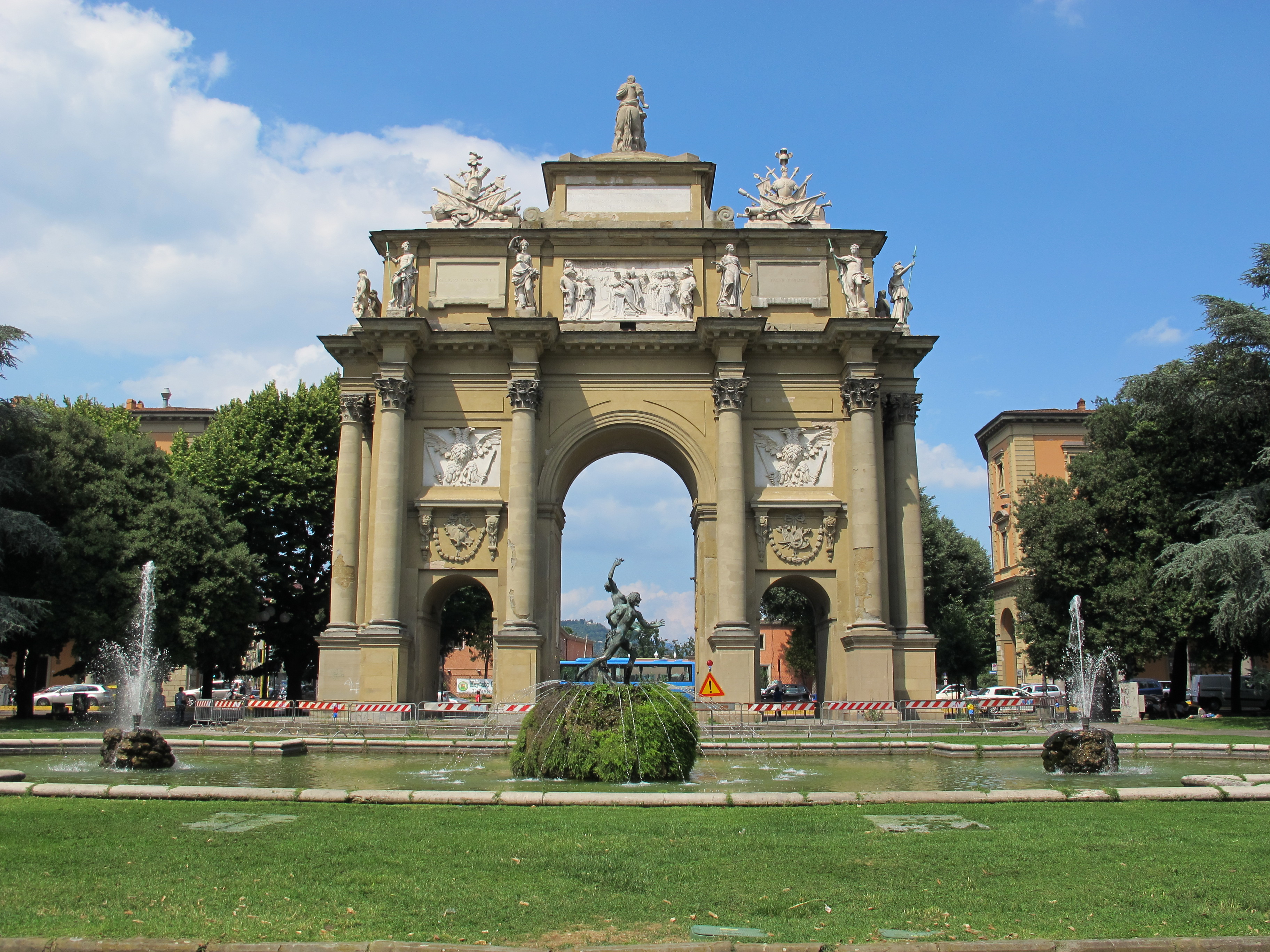
Arco di Trionfo, Firenze

Architetto di fiducia di Francesco Stefano di Lorena, eresse per il suo ingresso a Firenze (avendo egli ottenuto la corona del Granducato di Toscana dopo la scomparsa dell'ultimo dei Medici) l'Arco di Trionfo che oggi si trova in Piazza della Libertà (1737).
Nel 1745, quando Francesco divenne Imperatore del Sacro Romano Impero lo seguì a Vienna, portando per primo elementi neoclassici nell'architettura della capitale allora dominata ancora dal barocco e rococò.
Eresse la vecchia Università di Vienna (1753-55), oggi Accademia delle Scienze.

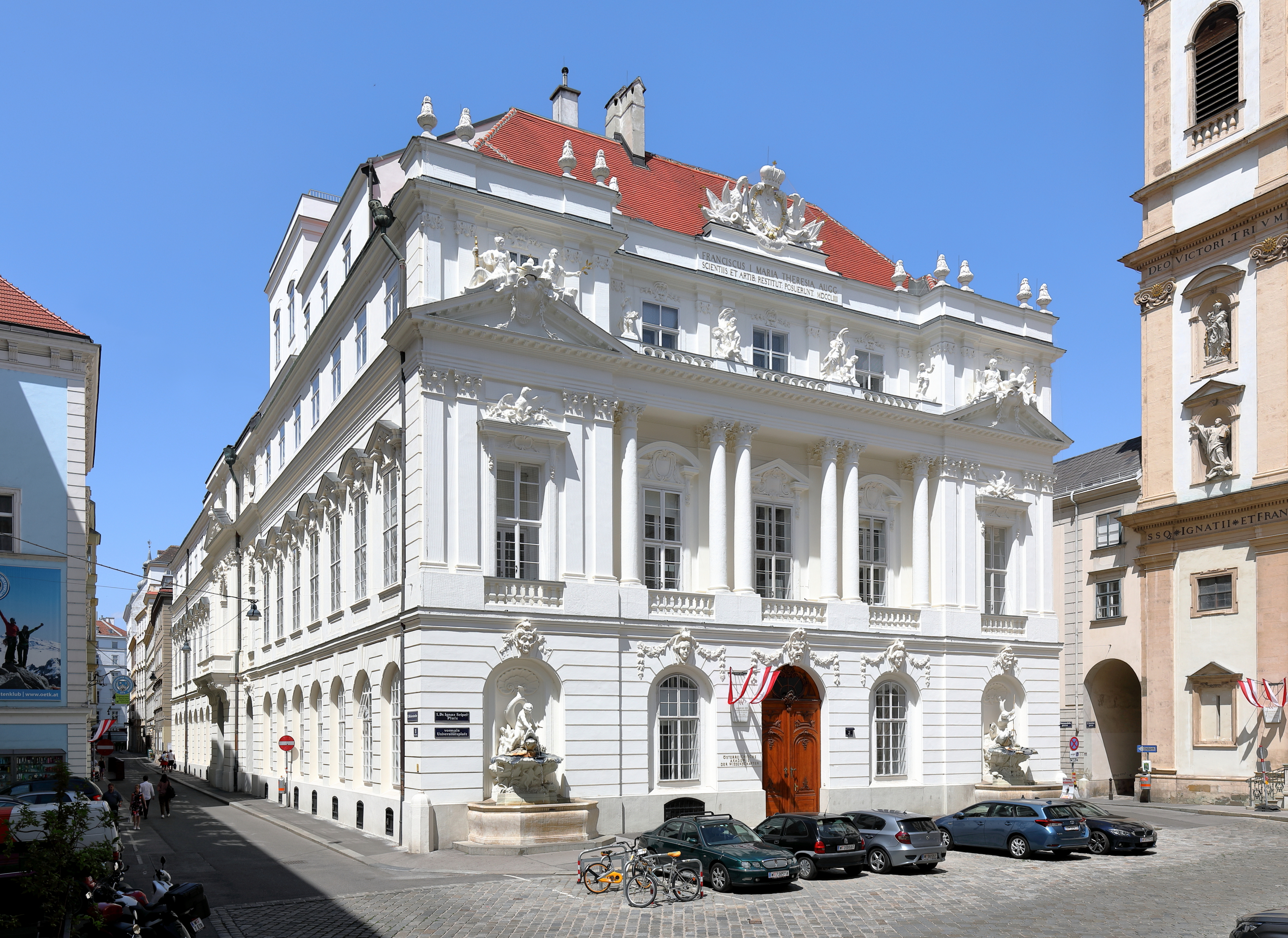
L'accademia delle Scienze d'Austria, Vienna
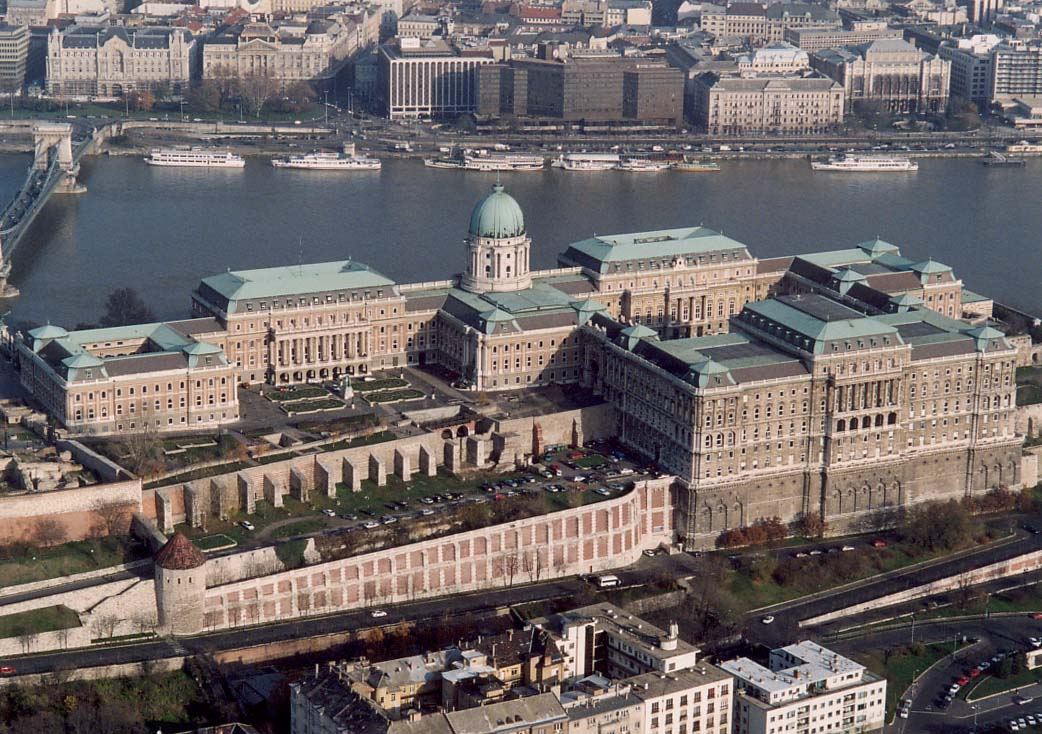
Castello di Buda, Budapest